# Згівняння
Згівня́ння (англ. enshittification) — термін авторства канадського письменника та блогера Корі Докторова, що позначає закономірне зниження якості онлайн-платформ, що функціонують як двосторонні ринки.
Як приклади явища наводилися Amazon, Facebook, Google Search, Twitter, Bandcamp, Reddit, Uber та Unity. Феномен згівняння можна розглядати як різновид рентоорієнтованої поведінки. На позначення цієї ж концепції Докторов також застосовував термін деградація платформ (англ. platform decay).

## Історія та визначення

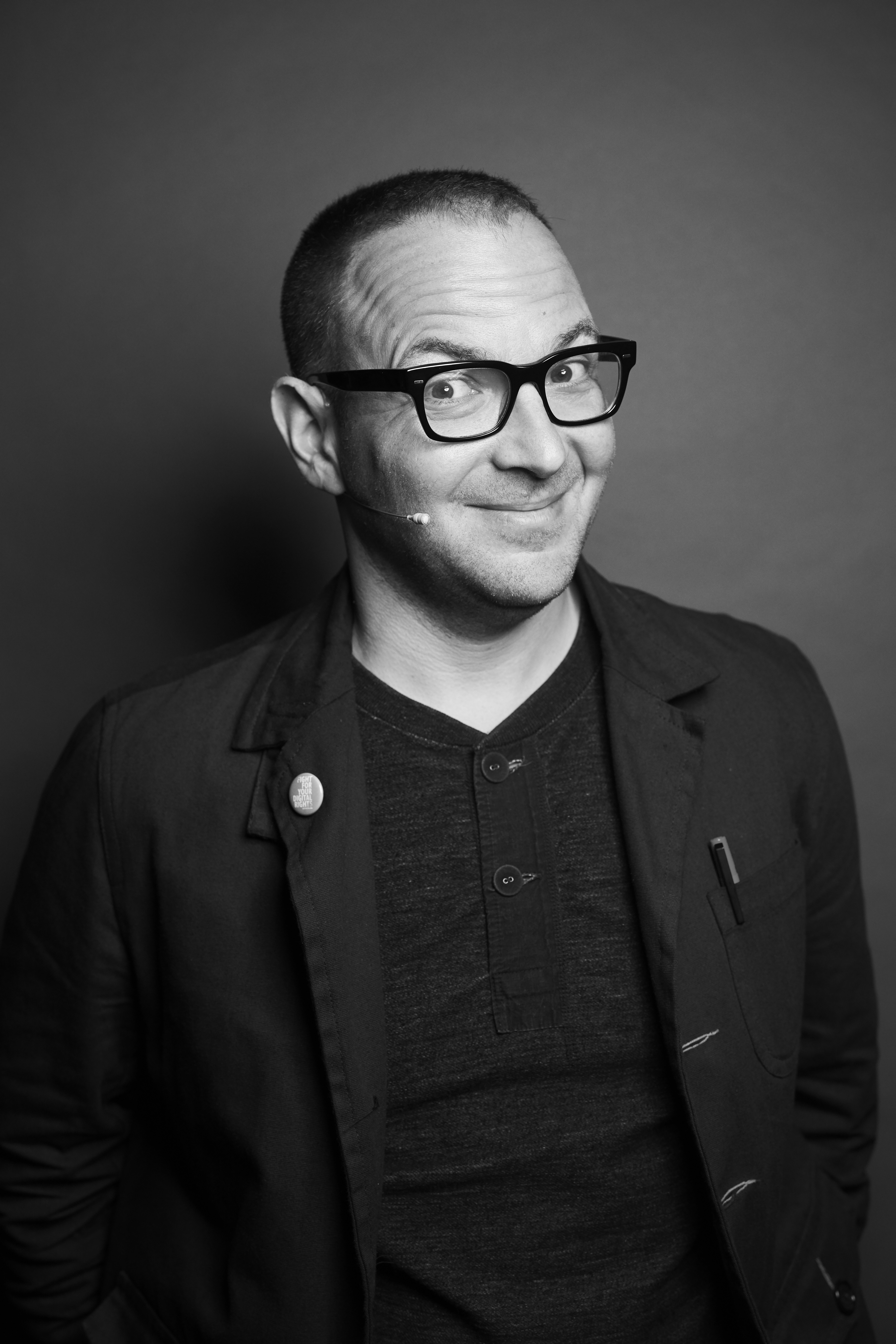
Корі Докторов, що запровадив термін «згівняння» у 2022 році

Докторов вперше вжив термін «згівняння» у листопаді 2022 року в одній з публікацій у своєму блозі, яку перепублікували в журналі Locus у січні 2023 року. Він детальніше окреслив концепцію в іншому дописі блогу, який згодом потрапив у видання Wired за січень 2023 року.
|  | Ось як помирають платформи: спершу вони добрі до своїх користувачів, потім починають вижимати з них вигоду для своїх бізнес-клієнтів, а зрештою експлуатують бізнес-клієнтів, щоб прибрати всю вигоду до своїх рук. Потім вони помирають. Я називаю це згівнянням, і це, здавалося б, неминучий наслідок поєднання легкості зміни того, як платформа розподіляє прибутки, з природою «двостороннього ринку», де платформа сидить між покупцями та продавцями, утримуючи кожного заручниками іншого, забираючи все більшу частку прибутків, які циркулюють між ними. Оригінальний текст (англ.) Here is how platforms die: first, they are good to their users; then they abuse their users to make things better for their business customers; finally, they abuse those business customers to claw back all the value for themselves. Then, they die. I call this enshittification, and it is a seemingly inevitable consequence arising from the combination of the ease of changing how a platform allocates value, combined with the nature of a "two sided market", where a platform sits between buyers and sellers, hold each hostage to the other, raking off an ever-larger share of the value that passes between them. |

На думку Докторова, нові платформи спочатку пропонують корисні продукти та послуги собі в збиток, щоб залучити нових користувачів. Накопичивши достатню базу постійних користувачів, платформа пропонує доступ до цієї бази користувачів іншим компаніям — постачальникам продуктів та послуг. З накопиченням бази постійних постачальників, платформа намагається отримати прибуток з обох цих баз, перетворюючи їх на дохід власних акціонерів. Коли платформа стає цілком зосередженою на одержанні прибутку для власних акціонерів, а користувачі та постачальники вже не можуть легко з неї піти, платформа більше не має стимулів підтримувати колишню якість. У процесі згівняння платформа, будучи посередником, може функціонально діяти як монополія для користувачів і монопсонія для постачальників — вони залишаються на платформі, що погіршується, оскільки витрати на перехід на якусь іншу альтернативну платформу занадто високі. На думку Докторова, процес згівняння відбувається не цілеспрямовано, а через «підкручування» (англ. twiddling) — постійне коригування параметрів системи задля граничного підвищення прибутку, без огляду на будь-яку іншу мету.
Докторов запропонував два загальні принципи, дотримання яких дозволило б вирішити проблему:
- Перший — це дотримання «наскрізного принципу» (англ. end-to-end principle), фундаментального принципу Інтернету, згідно з яким роль мережі полягає в надійній доставці даних від відправників до одержувачів. У контексті платформ це означає, що користувачі отримуватимуть те, що вони просили, а не те, що пропонує платформа. Наприклад, користувачі бачитимуть увесь вміст від користувачів, на яких вони підписані, дозволяючи творцям контенту охоплювати свою аудиторію без застосування непрозорого алгоритму; а в пошукових системах точні збіги пошукових запитів відображатимуться перед спонсорованими результатами, а не після.[8]
- Другий — це право на вихід, що дає користувачам платформи змогу легко перейти на іншу платформу, якщо вони нею не задоволені. Для соціальних медіа це вимагає сумісності, протидії мережевим ефектам, які «прив'язують» користувачів і перешкоджають ринковій конкуренції між платформами. Для цифрових медіаплатформ це означає надання користувачам можливості змінювати платформи, не втрачаючи придбаний контент як заблокований технічними засобами захисту авторських прав.[8]

Американське діалектне товариство обрало англ. enshittification словом 2023 року. У лютому 2024 року в статті на сайті «Файненшл таймс» Докторов розширив концепцію терміном епоха згівняння (англ. enshittocene), наголосивши, що «згівняння торкнеться абсолютно всього».